# Changsheng (köpinghuvudort i Kina, Jiangxi Sheng, lat 26,29, long 116,01)
Changsheng är en köpinghuvudort i Kina. Den ligger i provinsen Jiangxi, i den sydöstra delen av landet, omkring 270 kilometer söder om provinshuvudstaden Nanchang. Antalet invånare är 54 507. Befolkningen består av 26 014 kvinnor och 28 493 män. Barn under 15 år utgör 23,0 %, vuxna 15-64 år 69 %, och äldre över 65 år 7,0 %.
Runt Changsheng är det ganska tätbefolkat, med 166 invånare per kvadratkilometer. Changsheng är det största samhället i trakten. Trakten runt Changsheng består till största delen av jordbruksmark.
Genomsnittlig årsnederbörd är 2 191 millimeter. Den regnigaste månaden är maj, med i genomsnitt 351 mm nederbörd, och den torraste är oktober, med 24 mm nederbörd.